# Från och med herr Gunnar Papphammar
Från och med herr Gunnar Papphammar är en svensk komedi-kortfilm från 1981 som egentligen är en samling sketcher med den blyge och klumpige Papphammar (egentligen Carl Gunnar Papphammar, spelad av Gösta Ekman) som bland annat river ett helt rum under tiden han väntar på att få komma fram till taxis växel. Filmen är baserad på en TV-serie med samma namn från 1978.
Papphammar återkom i nya avsnitt som sändes på SVT 1999 - serien hette då bara Papphammar. Serien är en av titlarna i boken Tusen svenska klassiker (2009).

## Sketcher
- Obetitlad episod
- Hemma hos Herr Gunnar Papphammar
- Det ringer i telefonen
- Det ringer ånyo i telefonen
- Marknad i Tomelilla
- På väg till arbetet
- Nära Sälshög
- I väntan på kommunala fortskaffningsmedel på landsbygden
- I stället för Åsa Bodén
- I sportaffären
- På stranden
- Fartens tjusning
- Ensam är stark
- Att ta säden dit man kommer
- Det brådskar
- På restaurangen
- Det brådskar igen
- I snabbköpet
- En tankeställare
- I väntan på bussen
- Håll rent i naturen
- Håll ut i naturen
- På restaurangen igen

## Rollista
- Gösta Ekman - Gunnar Papphammar
- Mats Arehn - diverse roller
- Pia Ekman - diverse roller
- Edith Aspegren - biroll

### Fotnoter
1. ↑  Gradvall et al 2009, nr. 549